# Cantón de Lacaune
El cantón de Lacaune era una división administrativa francesa, que estaba situada en el departamento de Tarn y la región de Mediodía-Pirineos.

## Composición
El cantón estaba formado por siete comunas:
- Berlats
- Escroux
- Espérausses
- Gijounet
- Lacaune
- Senaux
- Viane

## Supresión del cantón de Lacaune
En aplicación del Decreto n.º 2014-170 de 17 de febrero de 2014, el cantón de Lacaune fue suprimido el 22 de marzo de 2015 y sus 7 comunas pasaron a formar parte del nuevo cantón de Las Altas Tierras de Hoc.